# اعتلال معوي بيئي
اعتلال معوي بيئي (اختصارًاEE) أو اعتلال معوي مداري أو خلل معوي بيئي (بالإنجليزية: Environmental enteropathy )‏ هو اضطراب التهاب الأمعاء المزمن. الاعتلال هو الأكثر شيوعًا بين الأطفال الذين يعيشون في ظروف منخفضة الموارد. عادة ما تكون الأعراض الحادة ضئيلة أو غائبة. يمكن أن يؤدي الاعتلال إلى سوء التغذية، وفقر الدم (فقر الدم الناجم عن عوز الحديد وفقر دم الأمراض المزمنة)، نقص النمو، ضعف نمو الدماغ، وضعف الاستجابة اللقاحات الفموية.
سبب الاعتلال المعوي البيئي متعدد العوامل. بشكل عام، يؤدي التعرض للأغذية والمياه الملوثة إلى حالة عامة من التهاب الأمعاء. ينتج عن الاستجابة الالتهابية تغييرات مرضية متعددة في الجهاز الهضمي: الزغابات الأصغر، وتجويف الجريب الأكبر (يسمى تضخم تجويف الجريب)، وزيادة النفاذية، وتراكم الخلايا الالتهابية داخل الأمعاء. هذه التغييرات تؤدي إلى ضعف امتصاص الطعام والفيتامينات والمعادن.
لا توجد معايير تشخيصية عملية وموحدة.الاختبار التشخيصي الأكثر دقة هو الخزعة المعوية. ومع ذلك، هذا الاختبار هو غزوي وغير ضروري لمعظم المرضى.
الوقاية هي الخيار الأقوى والأكثر موثوقية لمنع الاعتلال المعوي البيئي وآثاره. لذلك، غالبًا ما تتم مناقشة الوقاية من الاعتلال وعلاجه معًا.

## العلامات والأعراض
يُعتقد أن الاعتلال المعوي البيئي يؤدي إلى سوء التغذية المزمن وتقزم النمو اللاحق (قامة قصيرة بالنسبة للعمر) فضلاً عن العجز الآخر في نمو الطفل.

### على المدى القصير
نادرًا ما يكون للاعتلال المعوي البيئي أعراض ويعتبر حالة تحت الإكلينيكية. ومع ذلك، قد يكون لدى البالغين أعراض خفيفة أو سوء امتصاص مثل تغير قوام البراز، وزيادة تواتر البراز وفقدان الوزن.

### على المدى الطويل
- سوء التغذية.[2][3]
  - الاعتلال المعوي البيئي يسبب سوء التغذية عن طريق سوء الامتصاص ونقص التغذية على حد سواء.
- النمو والتطور البدني.[9]
  - أول عامين (والأشهر التسعة السابقة من حياة الجنين) حاسمة للنمو الخطي. توقف التقزم من أسهل الطرق لقياس أعراض العجز في نمو الطفل.
- المعرفي العصبي (نمو الدماغ)[12][13]
- التأثير على التطعيم الفموي[5][14]
  - قد ثبت أن العديد من اللقاحات الفموية، الحية وغير الحية على السواء، أقل مناعة أو أقل حماية عند إعطائها للرضع أو الأطفال أو البالغين الذين يعيشون في ظروف اجتماعية واقتصادية متدنية في البلدان النامية مما هي عليه عند استخدامها في البلدان الصناعية. ويُعتقد على نطاق واسع أن الاعتلال المعوي البيئي هو سبب مساهم في هذه الملاحظة.

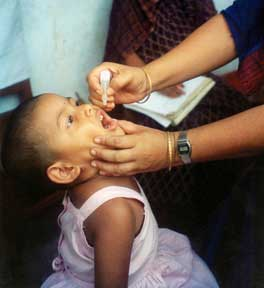
تلقي الطفل لقاح شلل الأطفال عن طريق الفم. هناك بعض الأدلة على أن الخلل المعوي لخاصية الاعتلال المعوي البيئي قد يضعف فعالية التطعيمات الفموية.

## الأسباب
إن تطور الاعتلال المعوي البيئي متعدد العوامل، ولكنه يرتبط في الغالب بالتعرض المزمن للأغذية والمياه الملوثة. وينطبق هذا بشكل خاص في البيئات التي يكون فيها التغوط في العراء وانعدام الصرف الصحي أمرًا شائعًا.

## الآلية

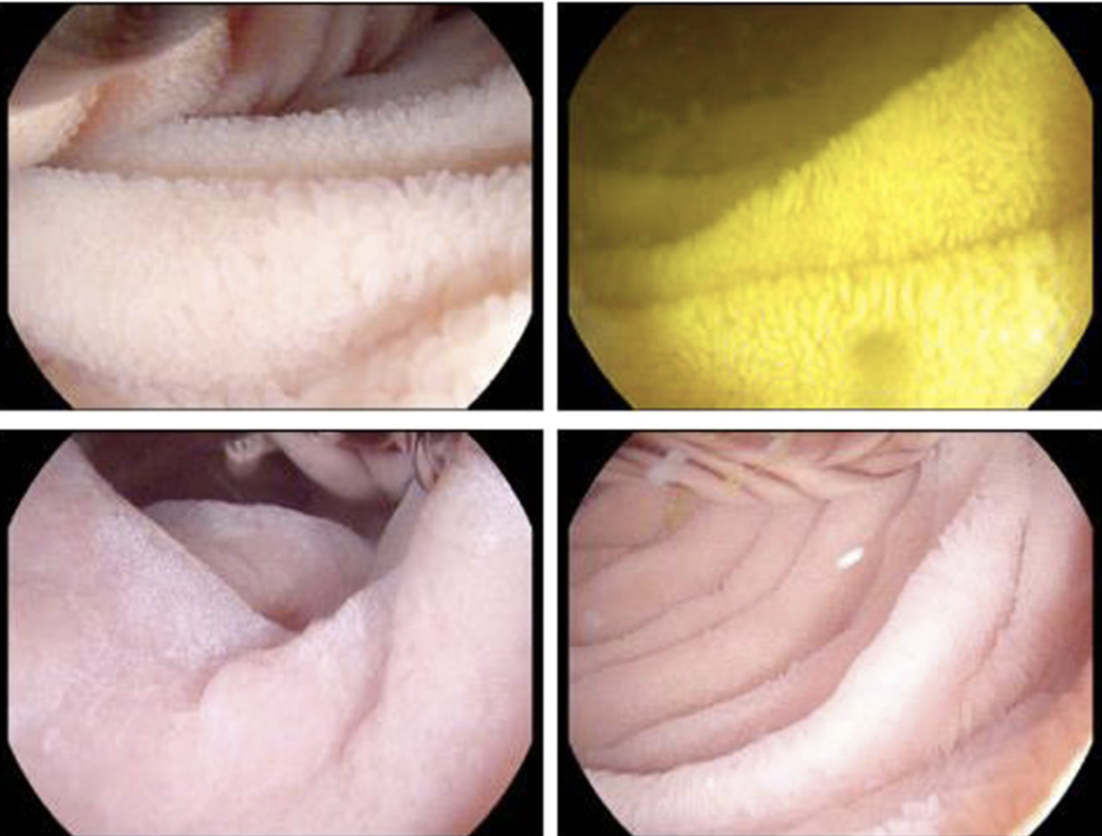
دليل على ضمور زغبي في الصور التنظيرية للأمعاء الدقيقة.

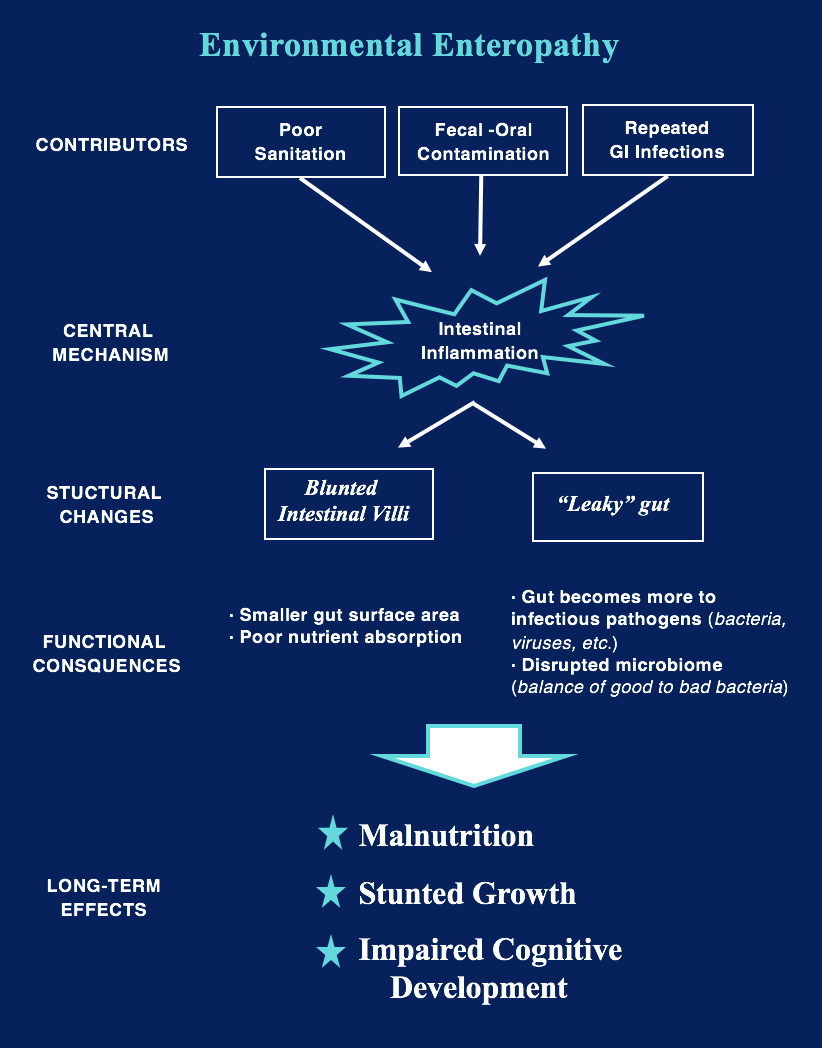
آلية مبسطة تحدد أسباب وآثار الاعتلال المعوي البيئي.

يؤدي التعرض على المدى الطويل لمسببات الأمراض البيئية إلى حالة عامة من التهاب الأمعاء. يؤدي الالتهاب المزمن إلى تغيرات وظيفية وهيكلية تغير من نفاذية الأمعاء وقدرة الأمعاء على امتصاص العناصر الغذائية.
على وجه التحديد، تشمل التغييرات الهيكلية داخل الأمعاء الزغابات الأصغر، وتجويف الجريب الأكبر (يسمى تضخم تجويف الجريب)، وزيادة النفاذية، وتراكم الخلايا الالتهابية داخل الأمعاء. تؤدي هذه التغييرات إلى سوء امتصاص الطعام والفيتامينات والمعادن - أو «سوء امتصاص متواضع».

## التشخيص
الاختبار التشخيصي المعياري الذهبي الحالي للاعتلال المعوي البيئي هو الخزعة المعوية والتحليل النسيجي. تشمل التغيرات النسيجية التي لوحظت:
- ثلم زغابي
- تضخم تجويف الجريب
- انصهار زغابي
- التهاب الغشاء المخاطي

ومع ذلك، يعتبر هذا الإجراء معقد ومكلف لتنفيذه كمعيار للرعاية. ونتيجة لذلك، هناك العديد من الجهود البحثية الجارية لتحديد المؤشرات الحيوية المرتبطة بالاعتلال المعوي البيئي، والتي يمكن أن تكون بمثابة أدوات أقل اجتياحًا، ولكنها هي تمثيلية، لفحص وتحديد الاعتلال المعوي البيئي من عينات البراز.
في محاولة لتحديد اختبارات تشخيصية بسيطة ودقيقة لالاعتلال المعوي البيئي، أنشأت مؤسسة بيل ومليندا غيتس (BMGF) اتحاد المؤشرات الحيوية الاعتلال المعوي البيئي كجزء من مبادرتها التحديات الكبرى العالمية (على وجه التحديد، اكتشاف العلامات الحيوية لتحدي وظيفة الأمعاء).
حتى الآن، تم اختيار مختلف المؤشرات الحيوية ودراستها على أساس الفهم الحالي للفيزيولوجيا المرضية الاعتلال المعوي البيئي:
- نفاذية الأمعاء/وظيفة الحاجز
  - نفاذية السكر المزدوجة (نسبة اللاكتوز إلى المانيتول)
- التهاب الأمعاء
  - ألفا 1-أنتيتريبسين
  - نيوبتيرين
  - ميلوبيروكسيداز
- علامات الإفرازات (الهرمونية)
- علامات الانتقال البكتيرية
  - الأجسام المضادة الأساسية للإندوسين
- علامات الالتهاب الجهازي
  - ألفا 1 بروتين سكري
  - بروتين سي التفاعلي (CRP)

ومن المفترض أن محدودية فهم الاعتلال المعوي البيئي يرجع جزئيا إلى ندرة المؤشرات الحيوية الموثوق بها، مما يجعل من الصعب على الباحثين تتبع وبائيات الحالة وتقييم فعالية التدخلات.

### تصنيف
في الستينيات، أبلغ الباحثون بمتلازمة التغيرات النسيجية والوظيفية غير المحددة في الأمعاء الدقيقة لدى الأفراد الذين يعيشون في ظروف غير صحية. لوحظت هذه المتلازمة في الغالب في المناطق الاستوائية في جميع أنحاء أمريكا اللاتينية وأفريقيا جنوب الصحراء الكبرى وآسيا. يؤدي التوزيع الجغرافي للمتلازمة إلى المصطلح الأصلي «الاعتلال المعوي الاستوائي» (أحيانًا أيضًا «الاعتلال الصبغي الاستوائي»).
بعد التقارير الأولية، كشف مزيد من التحقيقات أن هذه الأعراض لم تكن خاصة بالمناخات المدارية. على سبيل المثال، لم يظهر على الأفراد في البلدان الاستوائية الأكثر ثراء، مثل قطر وسنغافورة، هذه الأعراض. وبالمثل، أظهرت الدراسات اللاحقة أن هذه الحالة شائعة في جميع أنحاء العالم النامي، وترتبط ارتباطًا وثيقًا بالظروف الفقيرة ولكنها مستقلة عن المناخ أو الجغرافيا. ونتيجة لذلك، تم إدخال مصطلح «الاعتلال المعوي البيئي» لتحديد أن هذه الحالة لا توجد فقط في المناطق الاستوائية ويعتقد أنها ناجمة عن عوامل بيئية.

## الوقاية

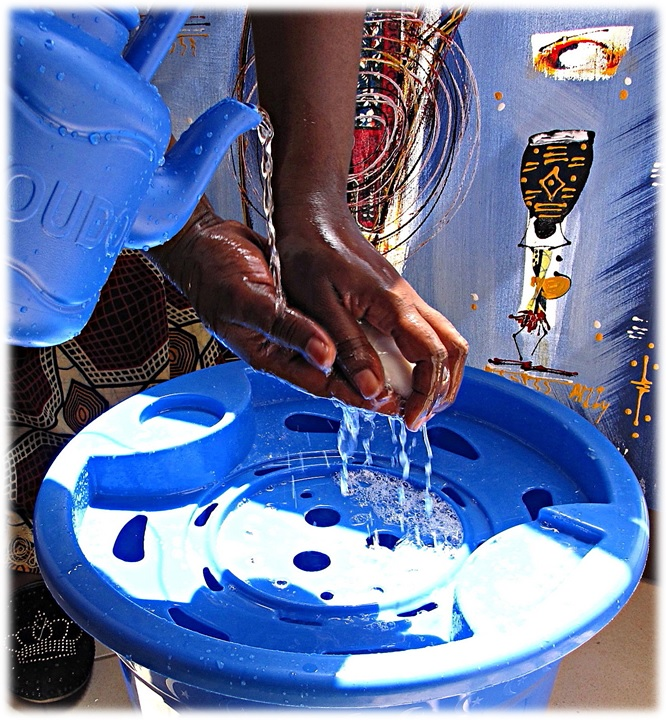
يوصى بالتدابير الصحية، مثل غسل اليدين قبل إعداد الطعام، في الوقاية من الاعتلال المعوي البيئي.

تركز الوقاية على تحسين الوصول إلى المياه والصرف الصحي والنظافة الصحية.
قد تكون التربة الملوثة في أماكن لعب الأطفال عامل مهم آخر، والتي غالبًا ما تنتج عن وجود الحيوانات الأليفة مثل الدجاج في المنزل. لذلك قد يكون إنشاء مساحة لعب نظيفة تدبيرًا وقائيًا فعالًا للاعتلال المعوي البيئي عند الأطفال الصغار.

## علاج
يركز العلاج على معالجة المكونات المركزية للالتهاب المعوي، والتضخم البكتيري والمكملات الغذائية.

## مبادرات البحث
هناك العديد من المبادرات البحثية في الحقول الكبيرة ومتعددة البلدان والتي تركز على استراتيجيات منع ومعالجة الاعتلال المعوي البيئي. ومنها:
- مشروع المسببات وعوامل الخطر والتفاعلات من العدوى المعوية وسوء التغذية والنتائج المترتبة على صحة الطفل ونموه (MAL-ED)
- مشروع التغذية على على قيد الحياة وتزدهر
- تجربة الصرف الصحي والنظافة وفعالية تغذية الرضع (SHINE) (ClinicalTrials.gov معرف: NCT01824940)
- دراسة فوائد المياه والصرف الصحي والنظافة